# Línia evolutiva de Snorunt
Aquesta línia evolutiva de Pokémon inclou Snorunt, Glalie i Froslass.

## Snorunt
Snorunt és una de les espècies que apareixen a la franquícia Pokémon, una sèrie de videojocs, anime, mangues, llibres, cartes col·leccionables i altres mitjans que va ser inventada per Satoshi Tajiri i ha generat milers de milions de dòlars en beneficis per a Nintendo i Game Freak. És de tipus gel. Evoluciona a Glalie o Froslass.

## Glalie
Glalie és una de les espècies que apareixen a la franquícia Pokémon, una sèrie de videojocs, anime, mangues, llibres, cartes col·leccionables i altres mitjans que va ser inventada per Satoshi Tajiri i ha generat milers de milions de dòlars en beneficis per a Nintendo i Game Freak. És de tipus gel. Evoluciona de Snorunt.

## Froslass
Froslass és una de les espècies que apareixen a la franquícia Pokémon, una sèrie de videojocs, anime, mangues, llibres, cartes col·leccionables i altres mitjans que va ser inventada per Satoshi Tajiri i ha generat milers de milions de dòlars en beneficis per a Nintendo i Game Freak. És de tipus psíquic i tipus fantasma. Evoluciona de Snorunt.
Segons GamesRadar+, el disseny d'aquest Pokémon es basa en les yuki-onna del folklore japonès.